# هاکوب هاکوبیان (شاعر)
هاکوب هاکوبیان (به ارمنی: Հակոբ Հակոբյան)‏ (۱۸۶۶-۱۹۳۵) یک شاعر، نویسنده و فعال اجتماعی اهل ارمنستان بود.

## زندگی‌نامه
هاکوب هاکوبیان بنیانگذار ادبیات کارگری ارمنستان و شاعر مردمی ارمنستان و گرجستان در شهر الیزابت‌پول متولد شد. تحصیلات ابتدائی را در یک مدرسه مذهبی در شهر زادگاهش به پایان برد و سپس در «گیمنازیا» شهر پذیرفته شد اما در سال ۱۸۸۶م تحصیل را ناتمام گذاشت و سال‌های ۱۸۸۷–۹۳ را در شهر باکو به کارگری سپری کرد.
در سال ۱۸۹۳م به شهر تفلیس مهاجرت کرد و در آنجا فعالیت‌های ادبی و اجتماعی خود را آغاز نمود.
هاکوب هاکوبیان در ۱۳ نوامبر سال ۱۹۳۷م در شهر تفلیس در گذشت و در پانتئون ارمنیان تفلیس (خوجیوانک) به خاک سپرده شد.

## فعالیت‌های هاکوب هاکوبیان
در سالهای ۱۸۹۴–۵م در شورای سردبیری نشریه «مورج» قلم زد. در سال ۱۹۲۱م پس از انقلاب سمت‌های مهمی را در دولت گرجستان عهده‌دار شد و در سال ۱۹۲۲م بخش ارمنی انجمن نویسندگان انقلابی گرجستان را پایه‌گذاری کرد و ماهنامه «آهنگرخانه» را منتشر ساخت. در همین سالها منظومه‌های «هاکوبیان» که سخن از زندگانی نو سر می‌دادند منتشر شدند.

## شعری از هاکوب هاکوبیان به نام (عشق من)
| عشق من با سیلان هایش                        |  | به جوباران زلال کوهساران می‌ماند                  |
| کز قلب ژرف دست نیازیدنی جنگل می‌زاید         |  | و پنهان میان سبزه‌ها از کنار درختان باکره می‌گذرد  |
| بر پیشانی غمناک گل تک افتاده بوسه می‌باراند  |  | بر علف‌ها و پیچک‌های مشتاق آفتاب و حیات…           |
| و کجا می‌رود به زیر کدامین خاک می‌شود ناپیدا؟ |  | نازنین خواهر! این راز می‌ماند تو نخواهی اش دانست! |